# Нгома, Артур З’ахиди
Артур З’ахиди Нгома (фр. Arthur Z'ahidi Ngoma; 18 сентября 1947, Альбервиль, Бельгийское Конго (ныне Калима, провинция Маниема, Демократическая республика Конго) — 5 октября 2016, Париж) — конголезский политический и государственный деятель, вице-президент переходного правительства Демократической Республики Конго (17 июля 2003 — декабрь 2006), юрист, педагог, сотрудник ЮНЕСКО и основатель политической партии "Сила будущего («Forces du Futur») (1994). Доктор права.

## Биография
Учился в Университете Лованиум (нынешний Университет Киншасы). Участвовал в студенческих демонстрациях. В 1969 году был арестован. Бежал во Францию, где возобновил учёбу, женился на француженке. Получил диплом юриста в Орлеанском университете, а затем и докторскую степень по праву в Парижском университете 1 (Пантеон — Сорбонна).
Работал преподавателем университета, чиновником комитета по вопросам образования, науки и культуры Организации Объединённых Наций.
После прихода в 1997 году к власти Лорана-Дезире Кабилы, стал видным деятелем оппозиции, выступал против присутствия иностранных армий на конголезской земле. В том же году в ноябре властями был арестован и заключён в тюрьму. После неудачной попытки побега Артур Захиди Нгома был пойман и приговорён к одному году лишения свободы условно, хотя прокурор требовал смертной казни.
ЮНЕСКО безуспешно попыталось добиться его медицинской эвакуации по состоянию здоровья. Затем, до освобождения своего бывшего сотрудника приостановило свою деятельность в Демократической Республике Конго. Со своей стороны, Европейский Союз выразил серьёзную озабоченность. Конголезские власти, уступили давлению и позволили Артуру Захиди Нгоме в мае 1998 года выехать во Францию, для получения медицинской помощи, необходимой в связи с тревожным ухудшением его здоровья.
Находясь в ссылке, возглавил повстанческую группировку «Конголезское объединение за демократию», направленную на свержение президента Лорана-Дезире Кабилы. В 1999 году после глубоких разногласий с некоторыми из его коллег по повстанческому движению, которое не соответствовало его представлениям о политической борьбе, оставил её ряды.
В апреле 2002 года вернулся на родину и создал Конголезскую оппозиционную группу, коалицию, состоящую примерно из пятнадцати формирований. Выступал за диалог внутри конголезского политического класса для определения общих приоритетов, связанных с проблемами развития, которые страна была призвана решать.
В 2003 году после переговоров в Претории стал одним из четырёх вице-президентов Демократической Республики Конго (вместе с Азариасом Рубервой, Абдулайем Еродиа Ндомбаси и Жан-Пьером Бемба).
В 2006 году баллотировался в президенты Конго как кандидат от партии «Сила будущего», получив 0,34 % голосов.
В свидетельстве его смерти указана причина — «обширный инсульт», хотя южноафриканские врачи ранее обнаружили в его теле следы сильного яда. Умер в Париже.